# Kishin Shinoyama
Kishin Shinoyama (jap. 篠山 紀信 Shinoyama Kishin; ur. 3 grudnia 1940 w Shinjuku, zm. 4 stycznia 2024 w Tokio) – japoński fotograf i artysta współczesny.

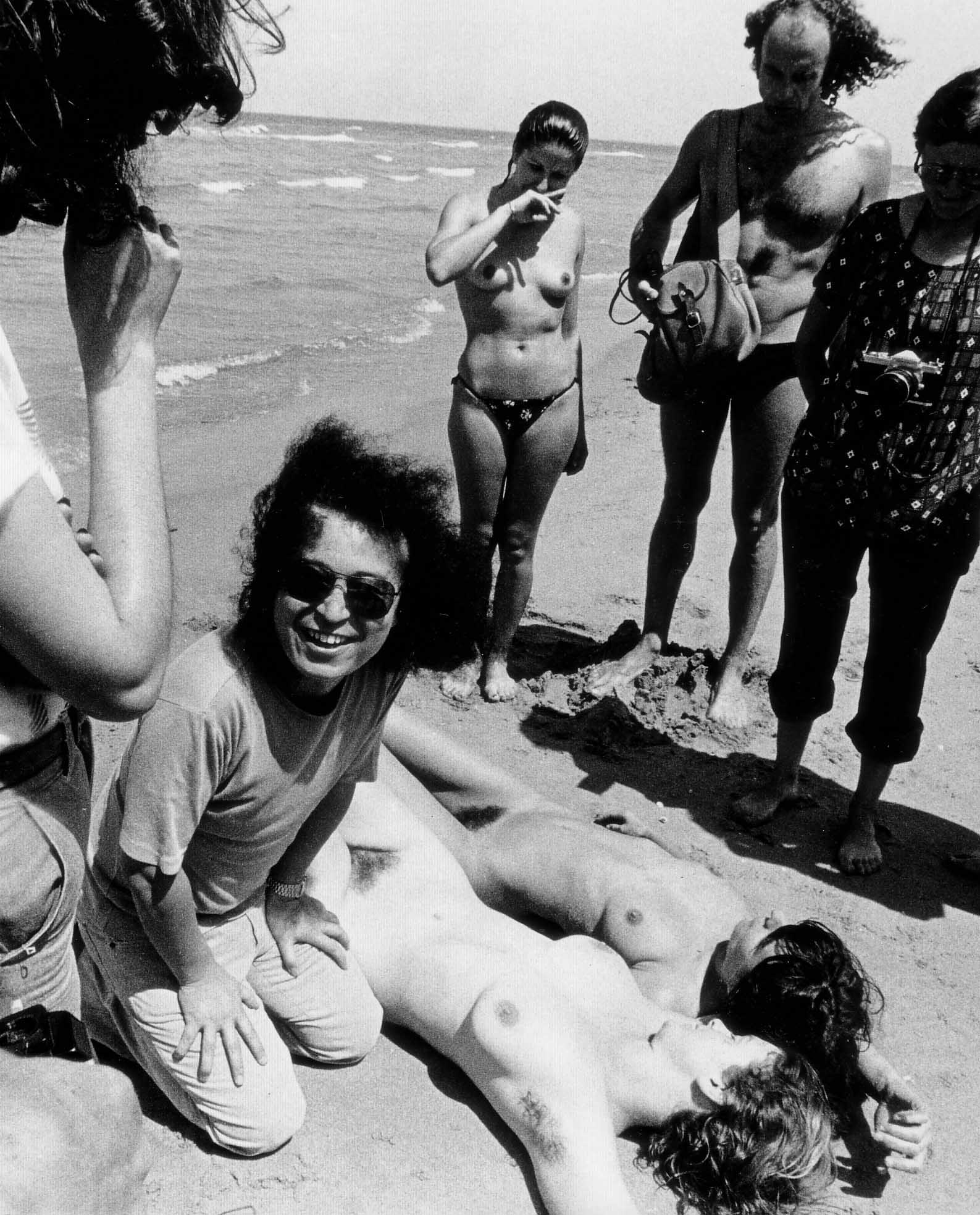
Kishin Shinoyama po lewej, klęczący

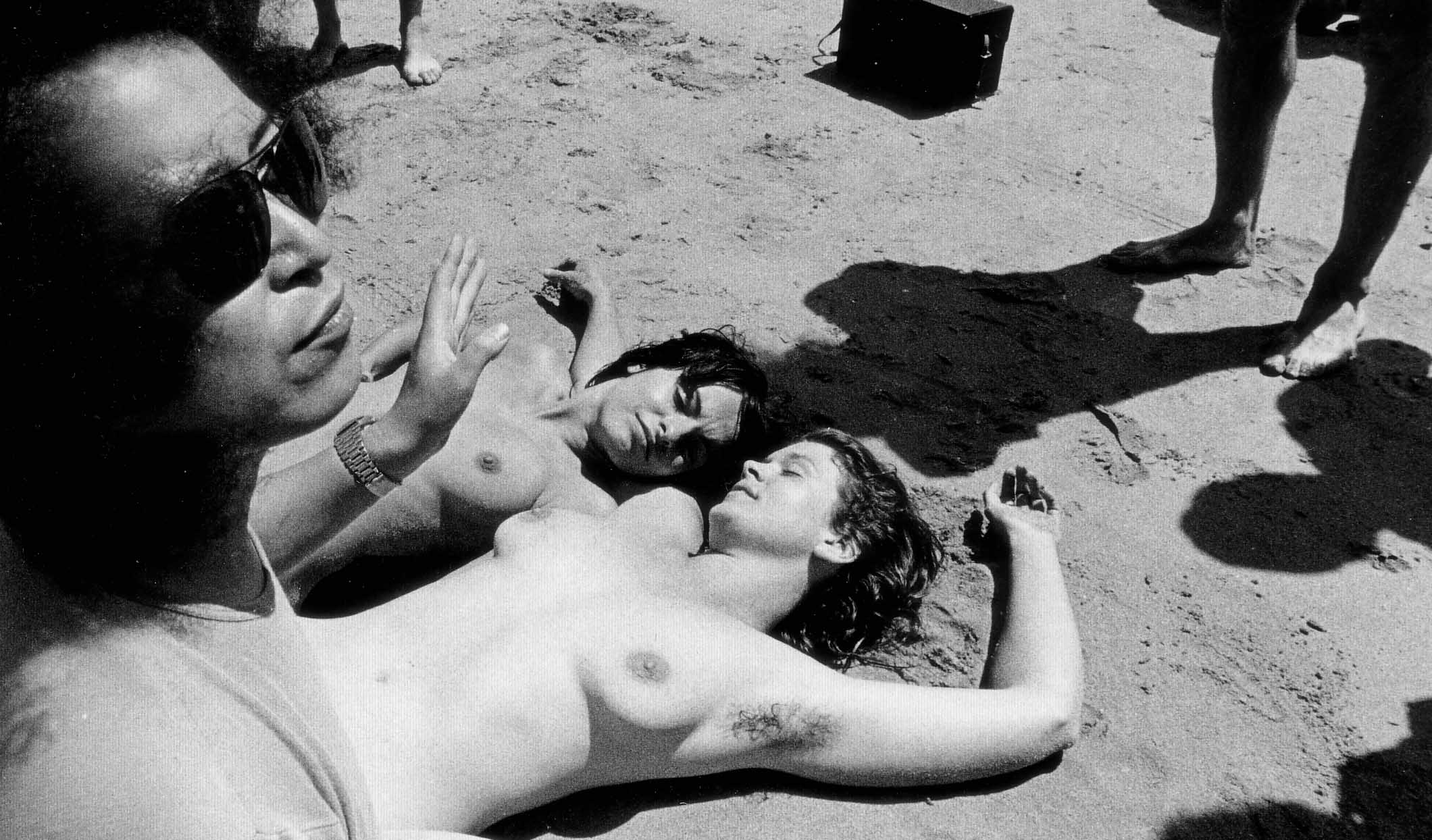
Kishin Shinoyama z modelkami, 1975

Uważany za jednego z najważniejszych fotografików japońskich swojego pokolenia. Tworzył głównie mocno stylizowane, „abstrakcyjne” akty. Znany również jako twórca słynnego zdjęcia przedstawiającego pocałunek Johna Lennona i Yoko Ono, widniejącego na okładce albumu Double Fantasy.
W 1991 roku wydawniczy sukces odniósł jego photobook Santa Fé, poświęcony aktorce i modelce Rie Miyazawa, który został sprzedany w 1,5 mln egzemplarzy. Tworzył w stylu gekisha polegającym m.in. na uchwyceniu obiektu we „właściwym”, pożądanym przez fotografa, momencie. Łączył technikę cyfrową i film, wprowadził również nowatorską technikę robienia zdjęć z jednoczesnym zastosowaniem kilku aparatów, zwaną shinorama.

## Życiorys
Urodził się jako drugi syn mnicha buddyjskiego, studiował fotografię na tokijskim Uniwersytecie Nihon. W latach 1961 i 1968 pracował dla agencji Light-House, od roku 1968 jako fotografik niezależny, w dziedzinie mody, sportu i reklamy. W roku 1970 wybrany fotografem roku przez związek fotografików japońskich.
W 2011 roku stworzył serię zdjęć zatytułowaną Atokata (Ślady) inspirowanych zniszczeniami spowodowanymi tsunami na wschodnim wybrzeżu Japonii. Zdjęcia te były pokazywane po raz pierwszy w Europie podczas wystawy w ramach XXI Ars Cameralis w Galerii Sztuki Współczesnej BWA w Katowicach od końca listopada 2012 roku.